# Nordiska rådets miljöpris

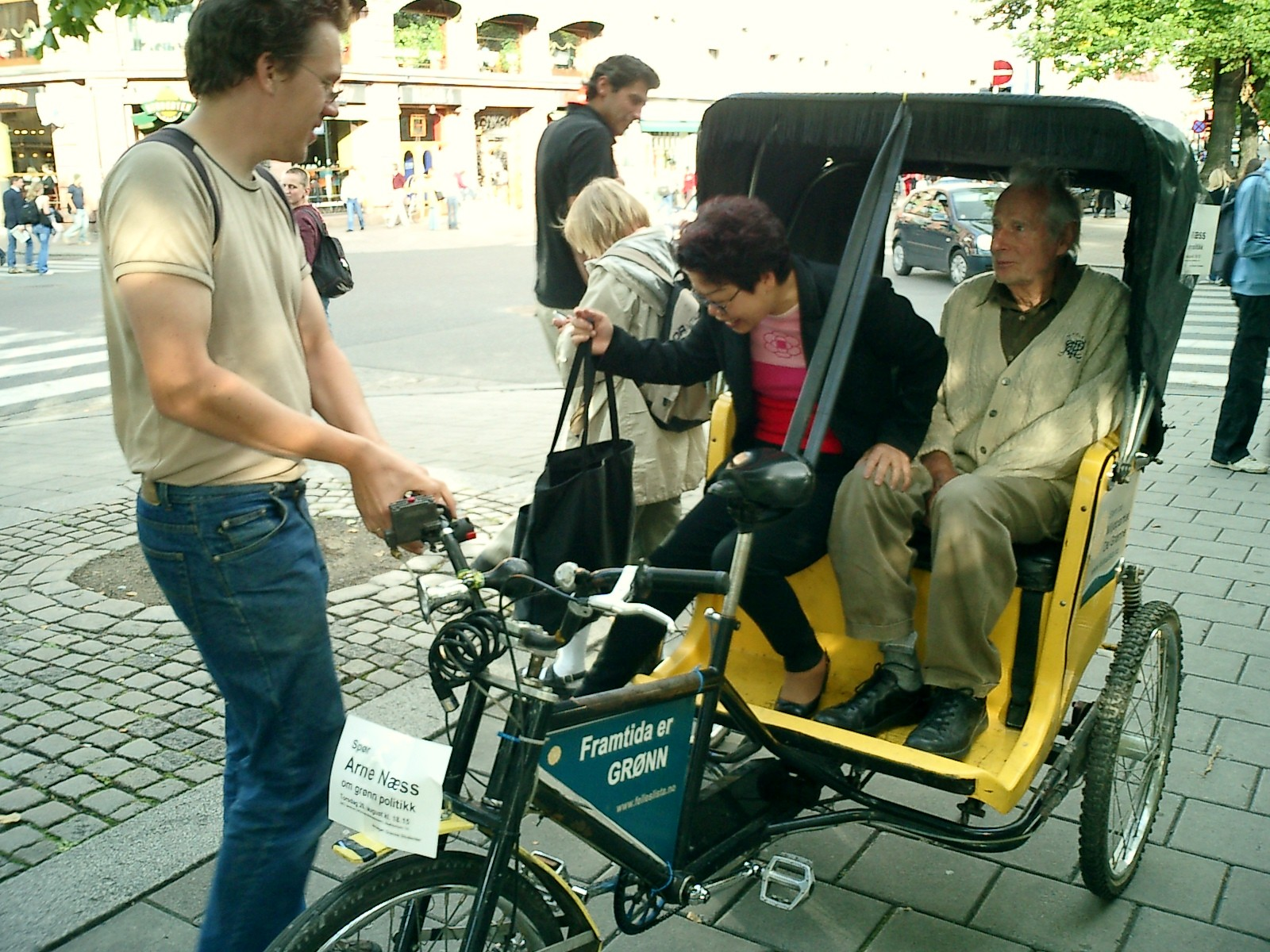
Arne Næss, vinnare 2002

Nordiska rådets miljöpris utdelas varje år sedan 1995 i samband med Nordiska rådets årliga session och ges till:
| ” | en nordisk organisation, näringsverksamhet eller person som på ett föredömligt sätt har lyckats integrera respekten för natur och miljö i sina aktiviteter eller i sitt arbete eller som på annat sätt har gjort en extraordinär insats för naturen och miljön | „ |

Fram till 2015 hette det Nordiska rådets natur- och miljöpris.
Priset är på 350 000 danska kronor.

## Pristagare
- 1995: Torleif Ingelög (Sverige)
- 1996: Inuit Circumpolar Conference (Grönland)
- 1997: Institut for Produktudvikling på Danmarks Tekniske Universitet (Danmark)
- 1998: Projektet Jarðvegsvernd och dess ansvarige Ólafur Arnalds (Island)
- 1999: Ålands Natur & Miljö (Åland)
- 2000: Miljöorganisationen Bellona (Norge)
- 2001: Mats Segnestam (Sverige)
- 2002: Arne Næss (Norge)
- 2003: Ungdomsorganisationen Luonto-Liitto ry (Finland)
- 2004: Coalition Clean Baltic
- 2005: Ann-Cecile Norderhaug (Norge)
- 2006: Bogi Hansen (Färöarna)
- 2007: Albertslund kommun (Danmark)
- 2008: Företaget Marorka (Island)
- 2009: Organisationen Friluftsfrämjandets verksamhet för barn och ungdom I Ur och Skur (Sverige)
- 2010: De tre bankerna Merkur Andelskasse (Danmark), Ekobanken (Sverige) och Cultura Sparebank (Norge)
- 2011: Scandic Hotels (Norge)
- 2012: Olli Manninen, Finland
- 2013: Selina Juul, Danmark, för Stop Spild Af Mad
- 2014: Reykjavik kommun, Island
- 2015: Energibolaget SEV, Färöarna, för satsning på grön energiproduktion
- 2016: Too good to go, Danmark
- 2017: Repack, Finland
- 2018: Naturresursrådet i Attu vid Grönlands västkust[1]
- 2019: Greta Thunberg, Sverige, men hon valde att inte ta emot priset som en protest mot bristande klimathandling.
- 2020: Jens-Kjeld Jensen (Färöarna)[2]
- 2021 Tankesmedjan Concito, Danmark, för Den Store Klimadatabase
- 2022 Mariehamns stad för Nabbens våtmark
- 2023 Renewcell, Sverige
- 2024: Stadsplaneraren Arnhildur Pálmadóttir, Island